# 加雅和维勒迪约
加雅和维勒迪约（法語：Gaja-et-Villedieu，法語發音：[gaʒa e vildjø] ⓘ）是法国奥德省的一个市镇，属于利穆区。

## 地理
加雅和维勒迪约（43°4'52"N, 2°11'14"E）面积7.75 平方千米，位于法国奧克西塔尼大區奥德省，该省份为法国南部沿海省份，北起塔恩省，西北接上加龙省，西接阿列日省，南至东比利牛斯省，东临地中海，东北与埃罗省接壤。
与加雅和维勒迪约接壤的市镇（或旧市镇、城区）包括：洛拉盖勒、利穆、马尔拉斯、波利涅、圣马丹-德维勒雷格朗。

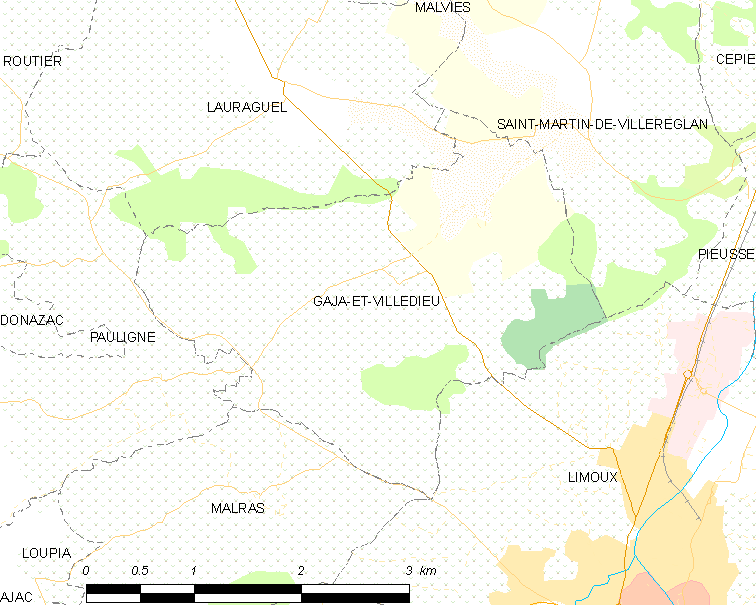
加雅和维勒迪约的OSM定位图

加雅和维勒迪约的时区为UTC+01:00、UTC+02:00（夏令时）。

## 行政
加雅和维勒迪约的邮政编码为11300，INSEE市镇编码为11158。

## 政治
加雅和维勒迪约所属的省级选区为利穆地区县。

## 人口

1962-2008年间加雅和维勒迪约人口变化图示

加雅和维勒迪约于2022年1月1日时的人口数量为309人。